# Pseudo Echo

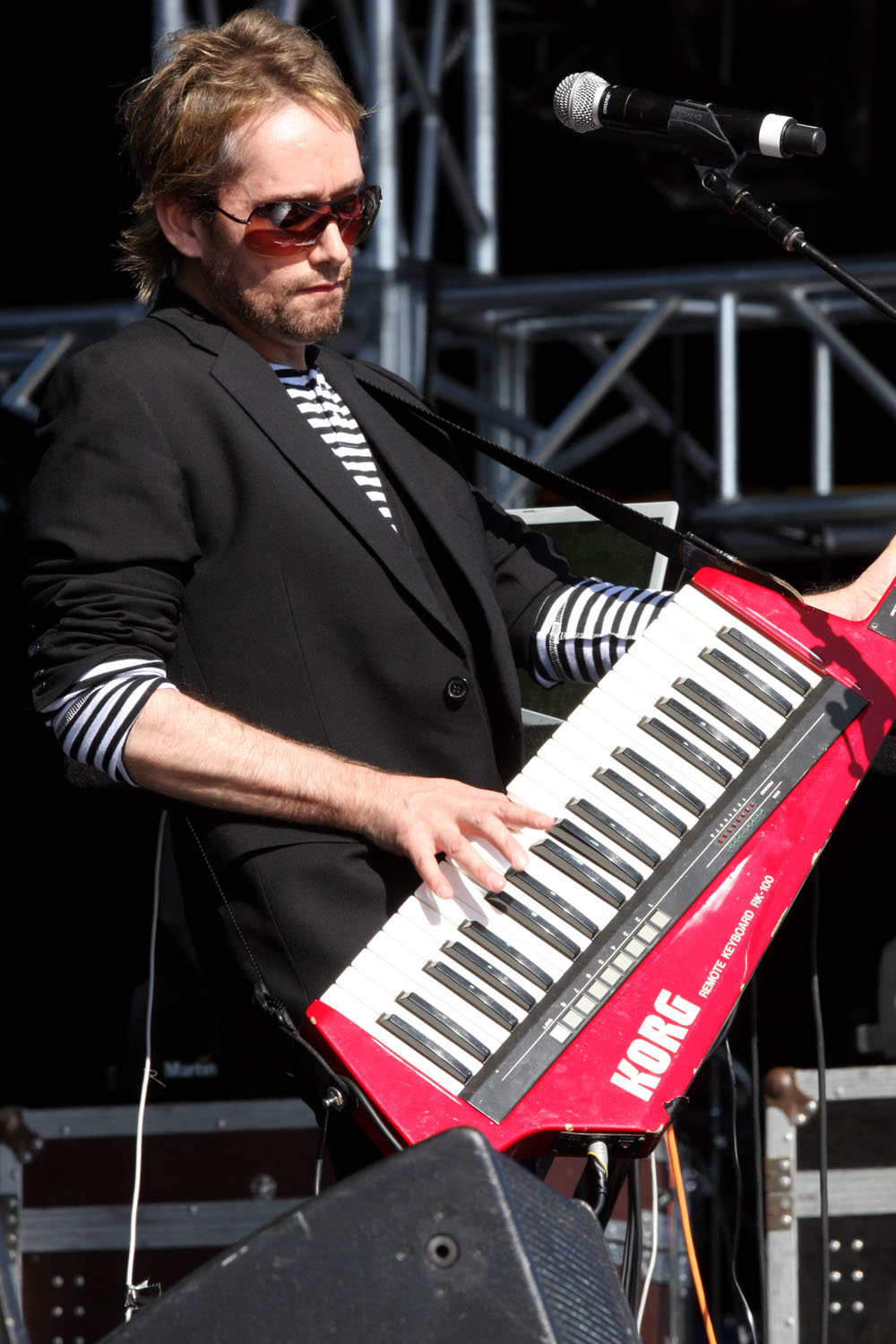
L'un des musiciens de Pseudo Echo

Pseudo Echo est un groupe new wave/synthpop australien formé en 1982 à Melbourne.

## Biographie
Ses membres étaient d'abord deux amis étudiants : Brian Canham (né le 3 juin 1962) Pierre Gigliotti (né en 1963). Ce duo fut ensuite complété par l'intégration des frères Leigh. Ils furent connus principalement grâce à leur reprise de la chanson Funkytown (qui devint une musique de film). Il est difficile de caractériser le style de leur groupe, parce qu'ils ont changé plusieurs fois, bien qu'ils soient principalement étiquettés new wave.

## Albums
- Love An Adventure (1987)

1. A Beat For You
2. . Don't Go
3. . Love An Adventure
4. . Destination Unknown
5. . Try
6. . Lies Are Nothing
7. . Listening
8. . Lonely Without You
9. . I Will Be You
10. . Living In A Dream

- Best Adventures (2000)

1. Listening
2. Fast Cars
3. A Beat For You
4. Destination Unknown
5. Dancing Until Midnight
6. Don't Go
7. Lonely Without You
8. Love An Adventure
9. Living In A Dream
10. Try
11. Funky Town
12. Fooled Again
13. Take On The World
14. Over Tomorrow

- Pseudo Echo (1984)

1. Beat for You
2. See Through
3. From the Shore
4. Stranger in Me
5. Dancing Until Midnight
6. Listening
7. His Eyes
8. Walkaway
9. Fast Cars
10. Destination Unknown

- Race (1989)

1. Fooled Again
2. Over Tomorrow
3. Caught
4. Imagination
5. Don't You Forget
6. Runaways
7. Searching for a Glory
8. Take on the World
9. Metropolis
10. Eye of the Storm